# 참예수교회
참예수교회(중국어 간체자: 真耶稣教会, 정체자: 眞耶穌敎會, 병음: Zhēn yēsū jiàohuì, 진야소교회, True Jesus Church)는 1917년 중화민국 베이징에서 처음 성립되었다.  참예수교회는 초대교회의 신앙으로 돌아가야 한다는 사상 아래 기독교 정통 신앙을 추구하려는 독립교단이며 2023년 현재 중국(China)과 대만(Taiwan)을 중심으로 세계 64개국에 60여 만명의 성도가 있다. 대한민국에는 1948년 일본 교포 배상용씨가 처음 들여와 김천을 중심으로 전국에 전파되었으며 2019년 현재 31곳의 교회와 기도소가 세워졌고 약 2500여 명의 성도가 있다.
참예수교회의 교리는 십대 기본신앙으로 대표되는데 기존의 기독교와 현저한 차이점이 있다면 그것은 일요일(주일)이 아니라 토요일(안식일)을 성일로 지켜야 한다고 믿는 것, 예수 그리스도의 이름으로 온 몸이 물에 잠기는 세례(침례)를 받으면 죄사함을 받을 수 있다고 믿는 것, 사도들이 오순절에 받았던 것과 같은 성령을 받아야 하고 방언을 말하는 것이 그 증거라고 믿는 것 등이다. 그리고 삼위일체 신관을 수용하지 않으며 유일신관을 갖는다. 그러나 기존의 기독교회 신앙과의 공통점도 있다. 그것은 예수 그리스도를 유일한 구주로 섬긴다는 것, 66권의 성경만을 유일한 경전으로 받아들인다는 것, 어떤 인물이나 새긴 물건을 우상으로 섬기지 않는다는 점 등이다.

## 배경
20세기에 들어서서 청교도 신앙의 나라 미국에서 오순절 성령 운동이 시작되었다. 1900년 미국의 켄사스주(State of Kansas), 텍사스주(State of Texas), 오클라호마주(State of Oklahoma) 등에서 순수한 신앙을 추구하는 신앙인들이 모인 기도 집회에서 성령을 받아 방언을 말하고 예언을 하는 등의 일이 다발적으로 일어났다. 이들은 독자적인 기독교 신앙 단체를 조직하고 세계를 향해 복음을 전하기 시작했고 오래지 않아 온 세계를 오순절 운동의 열풍 속에 몰아넣었다. 그 단체들은 오순절 성령 강림을 경험했던 사도교회의 순수한 신앙으로 돌아가자는 기치 아래 신앙인이라면 마땅히 성령을 받아 방언을 말해야 한다는 교훈을 전하였다. 그 가운데 일부의 단체들은 예수 그리스도의 이름으로 세례를 받아야 하고, 또 물에 잠기는 침례 방식으로 받아야 한다는 것을 전하기도 했다.
미국의 오순절 운동의 물결은 기독교에 대해서 변방이라고 말할 수 있는 중국에까지 이르렀다. 이 때 중국으로 건너간 단체가 사도신심회(使徒信心會 Apostolic Faith Church), 신소회(神召會 Assembly of God), 오순절회(五旬節會 Pentecostal Church), 하나님의 교회(Church of God) 등이다. 1907년 오순절회가 먼저 중국에 전해졌고 뒤이어 사도신심회가 전해졌다. 사도신심회 소속의 ‘번슨’(賁德新 Bernt Berntsen 노르웨이 출신. 미국 선교사) 목사는 1911년 중국 산서성에서 「통전복음진리보」(通傳福音眞理報)라는 전단지를 발행하여 기독교인이라면 반드시 성령을 받아야 한다고 강조하는 내용을 게재하기도 했다.
당시 중국의 비(非) 오순절 계통의 교회에서는 ‘믿으면 구원 얻으며 그 후 열심만 있으면 된다’는 식의 구원관을 가지고 있을 뿐이었다. 또 ‘제 칠일 안식일 예수재림교회’의 경우 안식일을 준수하는 것이 옳다는 사실은 깨달았지만 과거 유대인들처럼 율법적 안식일을 준수하는데 그쳤고 예수께서 가르치신 은혜의 안식일을 준수하는 길은 깨닫지 못했다. 또 침례 교단에서는 세례를 침례의 방식으로 주는 것이 성경적이라고 깨달았지만 초대 교회처럼 세례를 ‘주 예수 그리스도 이름으로’ 시행하지 않았고 침례 자체에 ‘죄씻음’의 효력이 있다고 믿지도 않았다.
이처럼 성령을 받은 증거에 대한 이해, 주일이 아니라 안식일을 준수해야 한다는 성일에 대한 이해, 세례를 침례로 주어야 한다는 세례에 대한 이해는 교단 교파별로 부분적으로 존재했지만 모든 진리를 온전히 구비한 교회는 찾아볼 수 없었다. 다만 위에서 서술한 바와 같이 중국에 전파된 기독교 신앙 운동의 배경 속에서 장차 성령에 의해 위로부터 시작될 하나님의 종교 개혁의 때가 무르익게 되었다.
(참예수교회 한국설립 70주년 기념호 중에서)

## 기원
```
참예수교회는 어떤 교단, 교파로부터 분리되어 나온 교회가 아니다. 또 특정한 한 인물이 교주가 되어 창립한 교회도 아니다. 다만, 교회가 세워질 무렵의 초기의 일꾼 장영생(張靈生), 장바나바(張巴拿巴), 위바울(魏保羅) 등 세 인물에 대해서 조명해 볼 필요가 있다.
```

장영생은 본명이 빈(彬)이며 산동성 유현 사람이다. 1900년 37세 되던 해에 장로교에 입교하여 신도로서 7년, 집사로서 3년 총 10년의 신앙경력을 가지고 있었다. 1909년에 장영생의 장남 장부천은 사도신심회의 전도를 받고 성령을 받는 체험을 한다. 그는 고향에 내려와 부친 장영생에게 자신이 성령을 받았음을 전했다. 장영생은 이를 듣고 그해 9월에 상해로 갔다. 그곳 사도신심회 내에서 그도 안수를 받고 성령을 구했으나 두 주가 지나도록 성령을 받지 못하고 다시 귀향했다. 그 후 그는 계속 성령을 간구하여 마침내 그해 12월 21일(양력 1910년 1월 31일) 새벽 그토록 갈망하던 성령을 받는다. 이후 그는 주의 일에 헌신하기로 결심하고 교회를 세우게 되는데 어느 날 “안식일을 지켜야 한다”는 계시를 받고 그는 사도신심회의 ‘번슨’(賁德新 Bernt Berntsen) 목사에게 안식일을 지킬 것을 건의했다. 이에 번슨 목사는 1916년 7월 사도신심회 내에서 일요일이 아닌 토요일 안식일을 지켜야 할 것을 선포하였으나 오래지 않아 이를 철회하고 다시 일요일을 성일로 지키던 과거로 돌아갔다.
위바울은 본명이 은파(恩波)이며 하북성 보정부 용성현 사람이다. 1902년 그는 자신의 집을 북경으로 옮겨서 포목점을 운영하였다. 1916년에 그는 사도신심회로부터 전도를 받고 자신이 운영하는 포목점 2층에서 집회를 가졌다. 그는 그곳에서 기도하는 가운데 성령을 받는다. 1917년 5월 28일 그는 기도 중 하늘로부터 들려오는 “너는 예수의 세례를 받아야 한다”는 계시의 음성을 듣는다. 그는 성령의 인도를 따라 영정문 밖 대홍문 강에 이르러 물속에서 무릎을 꿇고 세례를 받는다. 이후 강으로부터 올라와 숲에 이르렀을 때 주께서 그에게 나타나 다시 말씀하셨다. 그 말씀의 내용은 “이름을 바울로 개명하고 각 교파의 잘못을 바로 잡으라”는 지시였다. 1917년 5월 30일 다시 똑같은 지시의 말씀이 있었는데 그 지시와 함께 주어진 상세한 계시의 내용은 다음과 같은 것들이었다.
	첫째, 반드시 성령의 세례를 받아야 한다. 성령으로 나지 아니하면 천국에 들어갈 수 없기 때문이다.
	둘째, 온 몸이 물에 잠기는 세례를 받아야 한다. 예수께서 그렇게 세례를 받으셨기 때문이다.
	셋째, 주 예수 그리스도 이름으로 세례를 베풀어야 하고 성부와 성자와 성신의 이름으로 베풀면 안된다.
	넷째, 반드시 안식일을 지켜야 한다. 일요일을 안식일로 지켜서는 안된다.
위바울은 이러한 계시를 받고 성경을 상고한 결과 계시를 받은 내용과 성경에 기록된 내용이 일치하고 있는 반면 다수의 기독교 교단 교파가 전하는 복음이 성경과 다르다는 것을 깨닫게 된다. 그는 참다운 교회를 통해 사도시대와 같은 순수한 진리의 말씀을 전해서 각 교단과 교파의 그릇된 교훈을 바로 잡아야 함을 깨닫는다. 그래서 그는 1917년 이후 전도를 시작하였는데 그해 11월 30일(양력 1918년 1월 2일)에 교회를 세우고 「참예수교회」(眞耶穌敎會)라고 칭했다. 1918년 장영생은 천진에서 위바울을 만나 그가 전하는 진리를 받아들이고 안수를 받아 참예수교회의 일꾼이 되었다.
위바울은 1917년 8월 무렵 세 개의 교회를 세웠고 1919년 2월 1일부터 참예수교회 진리를 전파하는 「만국갱정교보」(萬國更正敎報)를 발행하여 각지에 발송하였다. 이것이 사람들로부터 큰 호응을 얻었고 전도활동에 큰 활력소가 되었다. 같은 해 2월 산동성의 여러 곳을 전도하였고 장영생, 장바나바와 함께 유현이라는 지방에 복음을 전했다. 그러나 그 전도활동의 무대는 주로 북경이었다. 그런데 위바울은 오래지 않아 1919년 10월 29일에 사망하였다. 위바울의 사망 후 장영생은 위문상(魏文祥)이라는 인물과 함께 화북지방에서 전도하였다. 여러 인물들 가운데 가장 활발하게 전도활동을 전개한 인물은 장바나바였다. 그는 장영생에게 전도되어 성령을 받았고 1919년 위바울로부터 안수를 받아 장로로 세워졌다. 그는 1920년에는 호북과 호남지방에서 전도하였고 1923년에는 강소성, 절강성, 복건성 등에까지 전도하였다. 그의 전도 사역에 하나님이 동행하셔서 많은 권능과 이적, 기사가 나타났다. 그 결과 각 처에 참예수교회가 많이 세워졌다. 1919년에는 9개월 동안 8개의 성을 다니며 전도하였는데 총 2천여 명이 그에게 세례를 받았으며 42개의 교회가 세워졌다.
1926년 4월 남경에서 3개월의 신학 교육 과정이 개설되었고, 같은 해 7월에는 제3차 전체대표대회를 개최하여 주요 교리가 통과되었다. 또 참예수교회 회칙을 제정하고 ‘총부’를 세워 총부에서 전체 교회를 지도하도록 하였다. 총부가 설치된 후 참예수교회의 교리는 수차례 연구와 검토를 거쳐 오늘날의 기본 신앙의 내용을 구성하게 되었다. 1927년 총부가 상해로 옮겨진 후 장바나바는 싱가포르, 말레이시아 등에 가서 전도했다. 이처럼 장바나바는 가장 열정적으로 사역한 인물이지만 나중에 자기 자신이 「참예수교회 창립자」라는 생각을 품고 타락의 길을 가게 된다. 장바나바는 총부에 반항하여 홍콩에 또 다른 총부를 세우고 「중화(中華) 참예수교회」라고 명명하였고 자신이 총감독의 자리에 올랐다. 이에 1930년 6차 임시대표대회에서 총부는 장바나바를 제명하고 1931년 3월 상해에서는 남북합일대회를 열어서 전체 교회가 하나임을 확인했다.
이후 총부는 항일전쟁 기간 중 중경으로 그 장소를 옮긴다. 1945년 ‘총부’를 ‘총회’로 개칭하고 전쟁이 종결된 후 그 위치를 다시 남경으로 옮긴다. 이후 참예수교회는 성령의 역사로 계속 성장했고 1947년 5월 제11차 전체대표대회에서 보고된 내용에 따르면 당시 중국 내륙 내에 교회와 기도소가 1,000여개에 이르고 그 신도 수는 약 8만 명에 이르렀다고 한다(「1947년 記念專刊」근거). 그러나 1949년 이후 중국이 공산화 되면서 교회의 형편과 선교 사역은 매우 어려워졌다. 1965년 이후 십년에 걸친 문화대혁명 기간에는 집회의 자유를 가질 수 없었을 뿐만 아니라 교회 소유의 회당은 공산당 정부에 빼앗겼고 많은 교회 지도자와 신도들이 끌려가 옥에 갇혔다. 1980년대에 이르러 집회의 자유가 주어지기까지 모든 기독교가 그러했듯이 참예수교회도 지하로 숨어들어야 했다.
중국이 공산화된 후 중국 내의 교회는 위축되었으나 참예수교회의 복음은 1925년 이후 중국 이외의 동남아 지역에 있는 여러 나라로 전파되었다. 십여 년의 짧은 기간 동안 이 지역에 참예수교회가 들어섰다. 대만(1925년), 싱가폴(1926년), 말레이시아(1926년), 사바(1927년), 홍콩(1929년), 인도(1932년), 인도네시아(1939년)가 그 무렵 참예수교회가 세워진 나라들이다. 그 후 성령의 역사는 동남아에서 전 세계로 확대되었고 유럽, 북아메리카, 아프리카, 오세아니아, 남아메리카로 퍼져나갔고 오늘날의 교세를 이루었다. 오늘날 참예수교회는 전 세계 63개국 약 60여만 명(중국 대륙의 신도수는 집계가 확인된 인원수만 포함)의 신도가 있다. 최근에는 중국, 아프리카, 남아메리카에서 가장 활발한 포교활동이 진행되고 있다.
위와 같이 참예수교회의 설립의 과정에서 위바울, 장영생, 장바나바라는 세 인물이 있었지만 그들 가운데 어느 한 인물도 참예수교회의 창립자라고 말할 수 없다. 다만 성령께서 교회를 세우는 데 세 사람을 일꾼으로 사용하셨을 뿐이다. 또 미국에서 시작된 오순절 운동이 중국으로 넘어가 참예수교회 초기 사역자들이 잠시 그쪽에 몸담기는 했지만 그렇다고 참예수교회는 오순절 교단의 분파는 아니다. 성령을 받아야 하고 오순절 성령 강림의 때와 같이 방언을 말하는 것으로 성령받은 증거를 삼는다는 공통점은 있으나 오순절 교단과는 다른 점이 더 많다.
참예수교회는 어떤 특정한 교단, 교파에서 분리되어 성립되지 않았으며 따라서 어떤 교단, 교파에도 속하지 않는 독립교단이다. 참예수교회는 외경이나 위경을 인정하지 않으며 오로지 66권의 성경만을 유일한 정경으로 인정한다. 참예수교회는 어떤 인간이나 피조물을 신앙의 대상으로 우상화하지 않으며 오직 육신으로 오신 하나님, 예수 그리스도를 유일한 구세주로 믿고 섬긴다. 참예수교회는 이 사회와 가정이 파괴되는 상황을 조장하지 않으며 성도의 가정을 소중히 여긴다. 이런 점들을 근거로 본다면 참예수교회는 신흥 종교가 아니라 오히려 정통 기독교에 속한다. 참예수교회는 초대교회를 모델로 삼고 있으며, 초대교회의 교리와 개신교의 교리를 비교할 때 크게 변질되었고 그 변질의 결과 기독교는 영혼 구원의 권세를 상실했으므로 이를 바로 잡고 개혁하고자 한다. 이 개혁은 하나님의 뜻이며 그 뜻을 실현하시기 위해서 성령으로 세우신 교회가 바로 참예수교회이다. 참예수교회는 이 땅 위의 불완전한 사람의 사상과 의지로 시작된 개혁교회가 아니라 하늘로부터 완전하신 성령께서 주도하여 세우신 진정한 의미의 개혁교회이다. (참예수교회 한국 설립 70주년 기념호 중에서)
- 1906년: 미국 로스앤젤레스에서 작은 개신교 모임이 예배를 드리고 있을 때, 그들은 "성령의 불이 그들의 위에 갑자기 내려오는" 체험을 했다고 한다. 이후 사도신심회(使徒信心會), 신소회(神召會), 오순절회, 하나님의 교회 등이 "성령의 희소식을 해외로 전파하겠다"고 자원했다.
- 1907년 개신교 계통인 사도신심회 소속의 미국인 선교사 번슨 (Berntsen)[1] 이 청나라에 입국하여 선교하였고, 위바울(魏保羅)은 사도신심회 출신의 번슨 선교사와 교류가 있었다.
- 1917년에, 초기 사역자 위바울(魏保羅), 장영생 (張靈生), 장바나바(張巴拿巴)는 베이징에서 독립적인 교회를 설립할 것을 결정하고 참예수교회(眞耶穌敎會)라는 이름을 정하여 중국 북경에서 교회를 정식 등록했다.
- 1945년 폴 카프만의 저서 "공자 모택동 그리스도"(생명의말씀사, 1980,p115)에 따르면 “중국에는 1949년까지 참예수교회 신도수는 12만 5천 명으로 보고되는데, 당시 몇 개의 주요 교단의 전체수가 19만 6천 명인 것을 비교해 볼 때 20세기 초 참예수교회가 얼마나 급성장했는지 알 수 있다”고 언급하고 있다.

## 주요 교리
1. 하나님 : 예수 그리스도께서는 말씀이 육신이 되어 죄인을 구속하시기 위하여 십자가 위에서 대신 죽으시고 삼 일만에 부활, 승천하신 것을 믿으며 그분은 인류의 유일하신 구주시며 천지의 주재시고 홀로 하나이신 참 하나님이심을 믿는다.
2. 성경 : 신·구약 성경은 하나님의 계시로 된 것임을 믿으며 참 진리의 유일한 근거가 됨과 동시에 신도생활의 기준이 됨을 믿는다.
3. 교회 : 본 교회는 예수 그리스도께서 늦은 비 성령으로 세우신 교회로서 사도교회의 부흥된 참 교회임을 믿는다.
4. 세례 : 세례(침례)는 죄사함을 받는 중생의 성례이며 반드시 물과 성령으로 거듭난 자가 주 예수 그리스도의 이름으로 흐르는 물에서 베풀며 세례를 받는 자는 머리를 숙이고 전신이 물에 잠기는 침례를 받아야 함을 믿는다.
5. 성령 : 성령을 받는 것은 천국의 기업을 얻는 보증이며 방언(영언)을 말하는 것은 성령을 받은 증거가 됨을 믿는다.
6. 세족례 : 세족례는 주님과 상관을 맺고 서로 사랑하고 성결, 겸손, 봉사, 용서의 교훈을 가르치는 성례이며 세례(침례)를 받은 모든 신자는 주 예수 그리스도의 이름으로 세족례를 일차 행하며 신자들 상호 간의 세족례는 필요시에 시행할 수 있음을 믿는다.
7. 성찬례 : 성찬례는 주의 죽으심을 기념하며 주의 살과 피에 동참하여 주와 연합하고 영생을 받으며 마지막 날에 부활하는 성례임을 믿는다. 이 성례는 필요할 때마다 거행하며 반드시 한 개의 누룩 없는 떡과 포도즙으로 거행한다.
8. 안식일 : 안식일(금요일 일몰부터 토요일 일몰시까지)은 하나님께서 복 주신 거룩한 날임을 믿는다. 단, 이 날을 은혜아래서 하나님의 창조와 구속의 은혜를 기념하고 내세의 영원한 안식을 소망하며 지킨다.
9. 구원 : 구원은 본래 하나님의 은혜를 인하여 믿음으로 얻는 것임을 믿는다. 그리고 성령을 힘입어 성결을 이루도록 추구하고 하나님을 경외하며 사람을 사랑하는 성경교훈의 실천에 힘쓴다.
10. 재림 : 주 예수 그리스도께서 반드시 세상 끝 날에 하늘로부터 강림하셔서 만민을 심판하시되 의인은 영생을 얻게 하시고 악인은 영벌을 받게 하신다는 것을 믿는다.